# Miss Martinique
Ne doit pas être confondu avec Miss Monde Martinique.
Miss Martinique est un concours de beauté annuel concernant les jeunes femmes de l'île de la Martinique. Il est qualificatif pour l'élection de Miss France, retransmise en direct sur la chaîne TF1, en décembre, chaque année.
Une Miss Martinique a été couronnée Miss France : Angélique Angarni-Filopon, Miss Martinique 2024.
La déléguée régionale pour Miss France est Flora Renault (Miss Martinique 2003 et demi-finaliste de Miss France 2004).

## Histoire
Le concours est officiellement créé en 1984.
Il n'y a pas eu d'élection en 1989 et 1996.
En décembre 2024, Angélique Angarni-Filopon, dauphine de Miss Martinique en 2011 et Miss Martinique 2024, est élue Miss France pour l'année 2025.

## Synthèse des résultats
Note : Toutes les données ne sont pas encore connues.
- Miss France : Angélique Angarni-Filopon (2025)
- 1re dauphine : Véronique Caloc (1997), Morgane Edvige (2015), Floriane Bascou (2021)
- 2e dauphine : Elsa Victoire (1987)
- 3e dauphine : Camille René (2012) ; Axelle René (2022)
- 5e dauphine : Brigitte Matrol (1985), Murielle-Justine Jobello (1994), Charlène Civault (2011)
- 6e dauphine : Vanessa Aimée (2006), Anaïs Corosine (2010)
- Top 12/Top 15 : Flora Renault (2003), Laure-Anaïs Abidal (2017)

## Les Miss
| Année | Nom                       | Âge            | Taille         | Résidence      | Classement local/régional                                                  | Classement à Miss France                                                            | Autres |
| ----- | ------------------------- | -------------- | -------------- | -------------- | -------------------------------------------------------------------------- | ----------------------------------------------------------------------------------- | --- |
| 1968  | Simone Rinto              | 19 ans         |                |                |                                                                            |                                                                                     | |
| 1977  | Murielle Péloponèse       |                |                |                |                                                                            |                                                                                     | |
| 1979  | Jocelyne Pigeonneau       |                |                |                |                                                                            |                                                                                     | |
| 1984  | Marie-Line Babot          |                |                |                |                                                                            |                                                                                     | |
| 1985  | Brigitte Matrol           |                |                |                |                                                                            | 5e dauphine de Miss France 1986.                                                    | |
| 1986  | Guylaine Fonsat           |                |                |                |                                                                            |                                                                                     | |
| 1987  | Elsa Victoire             |                |                |                |                                                                            | 2e dauphine de Miss France 1988.                                                    | Miss Wonderland France 1988, 6e dauphine de Miss Wonderland 1988. |
| 1988  | Martine Timard            |                |                |                |                                                                            |                                                                                     | |
| 1989  | Pas d'élection            | Pas d'élection | Pas d'élection | Pas d'élection | Pas d'élection                                                             | Pas d'élection                                                                      | Pas d'élection |
| 1990  | Pascale Louiset           |                |                |                |                                                                            |                                                                                     | |
| 1991  | Sandrine Jox              |                |                |                |                                                                            |                                                                                     | |
| 1992  | Christelle Marie-Luce     | 22 ans         |                |                |                                                                            |                                                                                     | Élue Miss Caraïbes Hibiscus 1993. |
| 1993  | Valérie Pierrode          |                |                |                |                                                                            | N'a pas participé à Miss France 1994.                                               | |
| 1994  | Murielle-Justine Jobello  |                |                |                |                                                                            | 5e dauphine de Miss France 1995.                                                    | |
| 1995  | Valérie-Betty Villeronce  |                |                |                |                                                                            |                                                                                     | |
| 1996  | Pas d'élection            | Pas d'élection | Pas d'élection | Pas d'élection | Pas d'élection                                                             | Pas d'élection                                                                      | Pas d'élection |
| 1997  | Véronique Caloc           | 22 ans         | 1,85 m         |                |                                                                            | 1re dauphine de Miss France 1998.                                                   | Miss World France 1998 ; 1re dauphine à l'élection de Miss Monde 1998. |
| 1998  | Louisiane Pellan          | 21 ans         | 1,77 m         |                |                                                                            |                                                                                     | |
| 1999  | Axelle Negouai-Isaac      | 20 ans         | 1,73 m         |                |                                                                            |                                                                                     | Prix de la courtoisie à l'élection de Miss France 2000. |
| 2000  | Peggy Chény               |                |                | Schœlcher      |                                                                            |                                                                                     | |
| 2001  | Florence Jean-Louis       |                |                |                |                                                                            |                                                                                     | Prix de la beauté noire à l'élection de Miss France 2002. |
| 2002  | Séverine Cyrille          |                |                |                |                                                                            |                                                                                     | Prix de la beauté noire à l'élection de Miss France 2003. |
| 2003  | Flora Renault             |                |                | Fort-de-France |                                                                            | Figure parmi les 12 demi-finalistes à l'élection de Miss France 2004 et termine 9e. | |
| 2004  | Lydia Martial             |                |                |                |                                                                            |                                                                                     | Prix de la culture générale Louis de Fontenay à l'élection de Miss France 2005, prix du Vêtement futur choc à l'élection de Miss Top model international, 1re dauphine de Miss Caraïbes Hibiscus.                         |
| 2005  | Christine Nemorin         | 22 ans         | 1,75 m         | Fort-de-France |                                                                            |                                                                                     | |
| 2006  | Vanessa Aimée             | 20 ans         | 1,75 m         | Fort-de-France |                                                                            | 6e dauphine de Miss France 2007.                                                    | |
| 2007  | Bianca Careto             | 19 ans         | 1,70 m         | Schœlcher      |                                                                            |                                                                                     | Prix du charme pétillant Raoul Collet à l'élection de Miss France 2008. |
| 2008  | Laura Fidi                | 18 ans         | 1,77 m         | Fort-de-France |                                                                            |                                                                                     | Prix de l'exotisme à l'élection de Miss France 2009. |
| 2009  | Cindy Chénière            | 20 ans         | 1,73 m         | Le François    |                                                                            |                                                                                     | |
| 2010  | Anaïs Corosine            | 23 ans         | 1,75 m         | Le Lamentin    |                                                                            | 6e dauphine et prix du glamour à l'élection de Miss France 2011.                    | |
| 2011  | Charlène Civault          | 23 ans         | 1,83 m         | Fort-de-France |                                                                            | 5e dauphine à l'élection de Miss France 2012.                                       | Prix de la sympathie à l'élection de Miss France 2012. |
| 2012  | Camille René              | 18 ans         | 1,76 m         | Le Lamentin    |                                                                            | 3e dauphine de l'élection de Miss France 2013.                                      | Miss supranational France 2013. |
| 2013  | Nathalie Frédal           | 19 ans         | 1,75 m         | Gros-Morne     |                                                                            |                                                                                     | |
| 2014  | Moëra Michalon            | 19 ans         | 1,70 m         | Le Marigot     |                                                                            |                                                                                     | |
| 2015  | Morgane Edvige            | 19 ans         | 1,78 m         | Le François    |                                                                            | 1re dauphine de Miss France 2016                                                    | Miss World France 2016, Top 20 à l'élection de Miss Monde 2016. |
| 2016  | Aurélie Joachim           | 18 ans         | 1,79 m         | Ducos          |                                                                            |                                                                                     | Miss World Martinique 2025, 3e dauphine et Miss world Caribbean à l'élection de Miss Monde 2025. |
| 2017  | Jade Voltigeur            | 18 ans         | 1,75 m         | Fort-de-France |                                                                            |                                                                                     | Disqualifiée le 11 août 2017, car son tatouage est jugé trop voyant. Elle conserve son titre, mais n'a pas le droit de participer à l'élection Miss France 2018. Elle est remplacée par Laure-Anaïs Abidal, 1re dauphine. |
| 2017  | Laure-Anaïs Abidal        | 21 ans         | 1,75 m         | Fort-de-France |                                                                            | Figure parmi les 12 demi-finalistes à l'élection de Miss France 2018 et termine 9e. | 1re dauphine de Miss Martinique 2017, représente la Martinique à l'élection de Miss France 2018. |
| 2018  | Olivia Luscap             | 18 ans         | 1,77 m         | Le Robert      |                                                                            |                                                                                     | |
| 2019  | Ambre Bozza               | 21 ans         | 1,77 m         | Sainte-Luce    |                                                                            |                                                                                     | |
| 2020  | Séphorah Azur             | 23 ans         | 1,78 m         | Schœlcher      | 2e dauphine de Miss Martinique 2017, 1re dauphine de Miss Martinique 2019. |                                                                                     | |
| 2021  | Floriane Bascou           | 19 ans         | 1,71 m         | Le Lamentin    |                                                                            | 1re dauphine de Miss France 2022                                                    | Sœur du médaillé olympique Dimitri Bascou, prix du défilé à l'élection de Miss France 2022, Miss Universe France 2022. |
| 2022  | Axelle René               | 21 ans         | 1,77 m         | Le Robert      |                                                                            | 3e dauphine de Miss France 2023                                                     | Prix du défilé à l’élection de Miss France 2023, Miss World Martinique 2023, Top 40 à l'élection de Miss Monde 2023. |
| 2023  | Chléo Modestine           | 21 ans         | 1,75 m         | Le Vauclin     |                                                                            |                                                                                     | |
| 2024  | Angélique Angarni-Filopon | 34 ans         | 1,83 m         | Fort-de-France | 1re dauphine de Miss Martinique 2011                                       | Miss France 2025                                                                    | |

## Palmarès par commune depuis 2010
- Fort-de-France : 2011, 2017, 2024 (3)
- Le Lamentin : 2010, 2012, 2021 (3)
- Le Robert : 2018, 2022 (2)
- Le Vauclin : 2023 (1)
- Schœlcher : 2020 (1)
- Sainte-Luce : 2019 (1)
- Ducos : 2016 (1)
- Le François : 2015 (1)
- Le Marigot : 2014 (1)
- Gros Morne : 2013 (1)

## Palmarès à l'élection Miss France depuis 2000
- Miss France : 2025
- 1re dauphine : 2016, 2022
- 2e dauphine :
- 3e dauphine : 2013, 2023
- 4e dauphine :
- 5e dauphine : 2012
- 6e dauphine : 2007, 2011
- Top 12 puis 15 : 2004, 2018
- Classement des régions pour les 10 dernières élections (Miss France 2015 à 2024) : 12e sur 30[Note 1].

## À retenir
- Meilleur classement de ces 10 dernières années : Angélique Angarni-Filopon (Miss France 2025)
- Dernier classement réalisé : Angélique Angarni-Filopon (Miss France 2025)
- Dernière Miss France : Angélique Angarni-Filopon (Miss France 2025)